# UK Championship
UK Championship je druhým největším bodovaným turnajem ve snookeru po mistrovství světa a je součástí Triple Crown, kam kromě zmíněného mistrovství světa patří ještě Masters.

## Historie
UK Championship vznikl v roce 1977 a hrál se v Tower Circus v Blackpoolu. Prvním vítězem byl irský hráč snookeru Patsy Fagan, který vyhrál nad Dougem Mountjoyem z Walesu 12-9. Po tomto roce se hrál UK Championship až do roku 1997 v Guild Hall, v Prestonu.
V roce 1984 byla změněna pravidla, když turnaj dostal status bodované událostí a mohli do něj vstoupit všichni profesionálové.
Prestižní turnaj zaznamenal mnoho nezapomenutelných finálových zápasů. V roce 1980 zde Angličan Steve Davis vyhrál první ze svých 73 vítězství v profesionálních turnajích, když porazil hráče Severního Irska Allexe Higginse 16-6.
V roce 1989 to byl Stephen Hendry ze Skotska, který zvedl poprvé titul UK, když porazil již tehdy 6násobného vítěze turnaje Steva Davise 16-12 a začala jeho slavná éra. Stephen Hendry obhájil tento titul v roce 1990 a další získal v letech 1994–1996.
V roce 1993 se stal v 17 letech nejmladším vítězem Angličan Ronnie O'Sullivan, který porazil Stephena Hendryho 10-6.
V letech 1998 až 2000 se pořádal turnaj v Bournemounthu a od roku 2001 do roku 2006 v Barbican Centre v Yorku.
V roce 2005 byl ve finále poprvé Ding Junhui, 18letý mladík z Číny, který prohrál se Stevem Davisem 10-6.

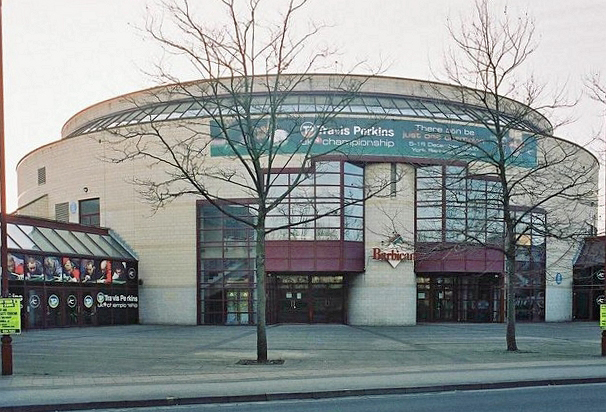
Barbican Centre, York

V letech 2007 až 2010 se hrál UK Championship v Telfordu.
V roce 2007 Ronnie O'Sullivan rozhodl semifinále maximálním breakem v posledním framu . Vyhrál turnaj počtvrté, když porazil Skota Stephena Maguireho 10-2. Odehrál se zde také nejdelší frame televizního vysílání mezi hráčem Hongkongu Marcem Fu a Markem Selbym z Anglie, který trval 77 minut.
V roce 2009 úřadující mistr světa John Higgins ze Skotska prohrál ve finále s Dingem Junhui 10-8 poté, co minul hnědou a ztratil šanci jít do vedení na 8-6.
V roce 2010 vyhrál John Higgins napínavé finále plné zvratů nad Markem Williamsem z Walesu 10-9 a své poděkování za vítězství věnoval po zápase svému těžce nemocnému otci, který trpěl rakovinou a rodině.
Od roku 2011 se událost vrátila do Barbican Centre v Yorku. Od tohoto roku nastupuje do turnaje všech 128 hráčů.
V roce 2011 Angličan Judd Trump porazil Marka Allena ze Severního Irska 10-8.
V roce 2012 se dostali do finále Angličané Mark Selby se Shaunem Murphym. Selby porazil Murphyho 10-6. O rok později se Selby dostal opět do finále s Neilem Robertsonem. Australan Robertson porazil Selbyho 10-7.
V roce 2014 vyhrál v Yorku Ronnie O'Sullivan svůj pátý titul. Ve finále se utkal s Juddem Trumpem, který prohrával 9-4, ale srovnal na 9-9. O'Sullivan pak rozhodl zápas v posledním framu.
Ročník 2015 znovu opanoval Neil Robertson, který ve finále přehrál Lianga Wenba z Číny poměrem 10-5. Následující rok se do finále opět podíval Ronnie O'Sullivan, nestačil však na Marka Selbyho a prohrál s ním 7-10.
Ve vysoce hodnoceném turnaji se v průběhu let vystřídalo mnoho sponzorů včetně Super Crystalate, Tennents, StormSeal, Royal Liver Assurance, Liverpool Victoria, PowerHouse, Travis Perkins, Maplin Electronics, Pukka Pies, 12BET.com, williamhill.com, Coral a Betway, který je sponzorem dodnes.

## Vítězové
| Rok               | Vítěz             | Poražený          | Skóre             | Sezóna            |                   |                   |
| Nebodovaný turnaj | Nebodovaný turnaj | Nebodovaný turnaj | Nebodovaný turnaj | Nebodovaný turnaj | Nebodovaný turnaj | Nebodovaný turnaj |
| ----------------- | ----------------- | ----------------- | ----------------- | ----------------- | ----------------- | ----------------- |
| 1977              | Patsy Fagan       | Doug Mountjoy     | 12–9              | 1977/78           |                   |                   |
| 1978              | Doug Mountjoy     | David Taylor      | 15–9              | 1978/79           |                   |                   |
| 1979              | John Virgo        | Terry Griffiths   | 14–13             | 1979/80           |                   |                   |
| 1980              | Steve Davis       | Alex Higgins      | 16–6              | 1980/81           |                   |                   |
| 1981              | Steve Davis       | Terry Griffiths   | 16–3              | 1981/82           |                   |                   |
| 1982              | Terry Griffiths   | Alex Higgins      | 16–15             | 1982/83           |                   |                   |
| 1983              | Alex Higgins      | Steve Davis       | 16–15             | 1983/84           |                   |                   |
| Bodovaný turnaj   |                   |                   |                   |                   |                   |                   |
| 1984              | Steve Davis       | Alex Higgins      | 16–8              | 1984/85           |                   |                   |
| 1985              | Steve Davis       | Willie Thorne     | 16–14             | 1985/86           |                   |                   |
| 1986              | Steve Davis       | Neal Foulds       | 16–7              | 1986/87           |                   |                   |
| 1987              | Steve Davis       | Jimmy White       | 16–14             | 1987/88           |                   |                   |
| 1988              | Doug Mountjoy     | Stephen Hendry    | 16–12             | 1988/89           |                   |                   |
| 1989              | Stephen Hendry    | Steve Davis       | 16–12             | 1989/90           |                   |                   |
| 1990              | Stephen Hendry    | Steve Davis       | 16–15             | 1990/91           |                   |                   |
| 1991              | John Parrott      | Jimmy White       | 16–13             | 1991/92           |                   |                   |
| 1992              | Jimmy White       | John Parrott      | 16–9              | 1992/93           |                   |                   |
| 1993              | Ronnie O'Sullivan | Stephen Hendry    | 10–6              | 1993/94           |                   |                   |
| 1994              | Stephen Hendry    | Ken Doherty       | 10–5              | 1994/95           |                   |                   |
| 1995              | Stephen Hendry    | Peter Ebdon       | 10–3              | 1995/96           |                   |                   |
| 1996              | Stephen Hendry    | John Higgins      | 10–9              | 1996/97           |                   |                   |
| 1997              | Ronnie O'Sullivan | Stephen Hendry    | 10–6              | 1997/98           |                   |                   |
| 1998              | John Higgins      | Matthew Stevens   | 10–6              | 1998/99           |                   |                   |
| 1999              | Mark Williams     | Matthew Stevens   | 10–8              | 1999/00           |                   |                   |
| 2000              | John Higgins      | Mark Williams     | 10–4              | 2000/01           |                   |                   |
| 2001              | Ronnie O'Sullivan | Ken Doherty       | 10–1              | 2001/02           |                   |                   |
| 2002              | Mark Williams     | Ken Doherty       | 10–9              | 2002/03           |                   |                   |
| 2003              | Matthew Stevens   | Stephen Hendry    | 10–8              | 2003/04           |                   |                   |
| 2004              | Stephen Maguire   | David Gray        | 10–1              | 2004/05           |                   |                   |
| 2005              | Ding Junhui       | Steve Davis       | 10–6              | 2005/06           |                   |                   |
| 2006              | Peter Ebdon       | Stephen Hendry    | 10–6              | 2006/07           |                   |                   |
| 2007              | Ronnie O'Sullivan | Stephen Maguire   | 10–2              | 2007/08           |                   |                   |
| 2008              | Shaun Murphy      | Marco Fu          | 10–9              | 2008/09           |                   |                   |
| 2009              | Ding Junhui       | John Higgins      | 10–8              | 2009/10           |                   |                   |
| 2010              | John Higgins      | Mark Williams     | 10–9              | 2010/11           |                   |                   |
| 2011              | Judd Trump        | Mark Allen        | 10–8              | 2011/12           |                   |                   |
| 2012              | Mark Selby        | Shaun Murphy      | 10–6              | 2012/13           |                   |                   |
| 2013              | Neil Robertson    | Mark Selby        | 10–7              | 2013/14           |                   |                   |
| 2014              | Ronnie O'Sullivan | Judd Trump        | 10–9              | 2014/15           |                   |                   |
| 2015              | Neil Robertson    | Liang Wenbo       | 10–5              | 2015/16           |                   |                   |
| 2016              | Mark Selby        | Ronnie O'Sullivan | 10–7              | 2016/17           |                   |                   |
| 2017              | Ronnie O'Sullivan | Shaun Murphy      | 10–5              | 2017/18           |                   |                   |
| 2018              | Ronnie O'Sullivan | Mark Allen        | 10–6              | 2018/19           |                   |                   |
| 2019              | Ding Junhui       | Stephen Maguire   | 10–6              | 2019/20           |                   |                   |
| 2020              | Neil Robertson    | Judd Trump        | 10–9              | 2020/21           |                   |                   |